# Suburbures
Les Suburbures (Sabourboures) sont mentionnés par Pline l'Ancien dans une région qui les placerait à l'Ouest de l'oued Chelif, au Sud du Tell. En fait, il s'agit d'une fraction du grand ensemble numide.
Leur nom figure aussi sur des bornes milliaires du début du IIIe siècle.
Au IIIe siècle, puis au siècle suivant, ils jouent un rôle important dans les révoltes maures. Ils font ainsi partie des alliés du rebelle Gildon au IVe siècle.